# Gerard Bosch van Drakestein
Gerard Bosch van Drakestein (né le 24 juillet 1887 à Malines en Belgique et mort le 20 mars 1972 à La Haye) est un coureur cycliste néerlandais. Il a participé aux Jeux olympiques de 1908, de 1924 et de 1928. Aux Jeux de Paris en 1924, il a obtenu la médaille de bronze du tandem avec Maurice Peeters. À 41 ans, il est médaillé d'argent du kilomètre aux Jeux d'Amsterdam en 1928.

## Biographie

### Carrière sportive
Gerard Bosch van Drakestein est issue d'une famille noble et riche, c'est pourquoi il court à l'adolescence sous les pseudonymes de Rudge Withwort, Ulysses, John Green  ou Bismarck, car cela était considéré comme inapproprié dans sa classe sociale. C'est une autre raison pour laquelle il est resté amateur tout au long de sa carrière, qui le voit remporter un total de 16 championnats des Pays-Bas en plus de vingt ans.
En 1914, il prend part aux mondiaux sur piste à Copenhague. En l'absence du quadruple champion du monde, le Britannique William Bailey, passé chez les professionnels, Bosch van Drakestein a de légitimes espoirs pour le titre de champion du monde. Cependant, en raison du déclenchement de la Première Guerre mondiale, le championnat du monde est annulé, alors que celui-ci s'est qualifié pour la finale. Neuf ans plus tard, en 1923, aux mondiaux de Zurich, il prend la troisième place de la vitesse individuelle amateurs.
Bosch van Drakestein a participé aux Jeux olympiques à trois reprises : en 1908, 1924 et 1928. En 1908, à Londres, l'équipe néerlandaise dont il fait partie prend la quatrième place de la poursuite par équipes. En 1924 à Paris, il remporte la médaille de bronze en tandem avec Maurice Peeters et en 1928, à domicile, à Amsterdam, il obtient la médaille d'argent du kilomètre. Il est forfait pour la poursuite par équipes à cause de la grippe et est remplacé par Janus Braspennincx. Le quatuor néerlandais remporte la médaille  d'argent. Bosch van Drakestein met ensuite fin à sa carrière de coureur à l'âge de 42 ans.

### Autres activités et controverses
Même pendant ses premières années en tant que cycliste, Gerard Bosch van Drakestein écrit des articles pour le Bredasche Courant. En 1913, il s'installe à La Haye et travaille pour divers concessionnaires automobiles. De 1932 jusqu'à sa retraite, il travaille au Service des Achats de l'État.
En 1928, il est l'un des cofondateurs de l'Union royale néerlandaise de cyclisme (KNWU) et est jusqu'en 1936 le rédacteur en chef de l'organe de l'association Sport Echo. Dans les années 1930, le « fauteur de troubles né » s'est disputé avec ses collègues et a fondé sa propre association sans succès. Après s'être toujours prononcé contre la participation d'athlètes néerlandais aux Jeux olympiques de Berlin en raison de la politique du régime nazi à l'égard des Juifs, il s'est ensuite tourné politiquement vers le Mouvement national-socialiste (NSB). Dans des lettres au magazine antisémite De Misthoorn, Bosch van Drakestein lance une campagne pour assassiner son ancien ami Barend Swaab de Beer, qui est d'origine juive. Swaab de Beer a ensuite réussi à échapper aux nazis en s'installant en Suisse. Après la guerre, il y a eu des différends juridiques à propos de ces événements, mais cela n'a pas abouti.
Bosch van Drakestein n'a connu aucun désagrément en raison de son comportement après la Seconde Guerre mondiale. Il vit longtemps à La Haye, où il est considéré comme un « spectacle » car il se rend chaque jour pour travailler dans un ministère sur un vélo de course. Jusqu'à sa mort, il écrit des chroniques pour De Kampioen.

## Palmarès

### Jeux olympiques
- Londres 1908
  - 4e de la poursuite par équipes
- Paris 1924
  -  Médaillé de bronze du tandem
- Amsterdam 1928
  -  Médaillé d'argent du kilomètre

### Championnats du monde
- Zürich 1923
  -  Médaillé de bronze de la vitesse individuelle amateurs

## Littérature
- Fred van Slogteren : Wielerhelden van Oranje, Nieuwegein 2003,  (ISBN 90-77072-42-X)